# Dr. Batista
Manoel Batista da Silva Junior (Pompéia, 29 de janeiro de 1953) é um médico e político brasileiro filiado ao União Brasil (UNIÃO). Foi deputado estadual do Paraná.
Foi eleito vereador de Maringá na eleição de 1992 pelo PL. Reeleito em 1996, com 3.534 votos, o mais votado naquela eleição, pelo PTB. Nas eleições de 2000, foi candidato a prefeito de Maringá. Recebeu 30% dos votos no segundo turno, sendo derrotado por José Cláudio Pereira Neto (PT). Em 2004, novamente foi candidato ao executivo da cidade, recebeu 37.557 votos (21%), ficando de fora do segundo turno. Nas eleições de 2006, pelo PMN, foi eleito à Assembleia Legislativa do Paraná com 26.174 votos. Em 2008, como candidato a prefeito de Maringá recebeu 10.198	votos, pouco mais de 5%, não conseguindo exito. Foi reeleito em 2010, 2014 e 2018. Disputou em 2012, a prefeitura de Maringá, ficou em quarto lugar com 11.411 votos.
Em abril de 2020, confirmou ingresso no DEM como pré-candidato à prefeitura de Maringá. Terminou a disputa em 4º lugar com 3% dos votos, no pleito vencido em primeiro turno por Ulisses Maia.

## Desempenho eleitoral
| Ano  | Eleição              | Partido | Cargo             | Votos para Batista | Votos para Batista | Votos para Batista | Resultado  | Ref    |
| Ano  | Eleição              | Partido | Cargo             | Votos              | %                  | P.                 | Resultado  | Ref    |
| ---- | -------------------- | ------- | ----------------- | ------------------ | ------------------ | ------------------ | ---------- | ------ |
| 1992 | Municipal de Maringá | PL      | Vereador          | 991                | -                  | -                  | Eleito     |        |
| 1996 | Municipal de Maringá | PTB     | Vereador          | 3.534              | 2,85%              | 1°                 | Eleito     |        |
| 2000 | Municipal de Maringá | PTB     | Prefeito          | 39.281             | 24,67% (1° Turno)  | 2°                 | Não Eleito |        |
| 2000 | Municipal de Maringá | PTB     | Prefeito          | 46.659             | 30,30% (2° Turno)  | 2°                 | Não Eleito |        |
| 2004 | Municipal de Maringá | PTB     | Prefeito          | 37.557             | 21,47% (1° Turno)  | 3°                 | Não Eleito |        |
| 2006 | Estadual do Paraná   | PMN     | Deputado Estadual | 26.714             | 0,49%              | -                  | Eleito     | [ 4 ]  |
| 2008 | Municipal de Maringá | PMN     | Prefeito          | 10.198             | 5,55% (1° Turno)   | 5°                 | Não Eleito | [ 5 ]  |
| 2010 | Estadual do Paraná   | PMN     | Deputado Estadual | 41.891             | 0,81%              | -                  | Eleito     | [ 6 ]  |
| 2012 | Municipal de Maringá | PMN     | Prefeito          | 11.411             | 5,82% (1° Turno)   | 4°                 | Não Eleito | [ 7 ]  |
| 2014 | Estadual do Paraná   | PMN     | Deputado Estadual | 62.707             | 1,09%              | -                  | Eleito     | [ 8 ]  |
| 2018 | Estadual do Paraná   | PMN     | Deputado Estadual | 31.315             | 0,55%              | -                  | Eleito     | [ 9 ]  |
| 2020 | Municipal de Maringá | DEM     | Prefeito          | 5.443              | 3,00% (1° Turno)   | 4°                 | Não Eleito | [ 10 ] |
| 2022 | Estadual do Paraná   | UNIÃO   | Deputado Estadual | 36.099             | 0,59%              | -                  | Suplente   | [ 11 ] |